# Chemnitz-Riesaer Eisenbahn-Gesellschaft

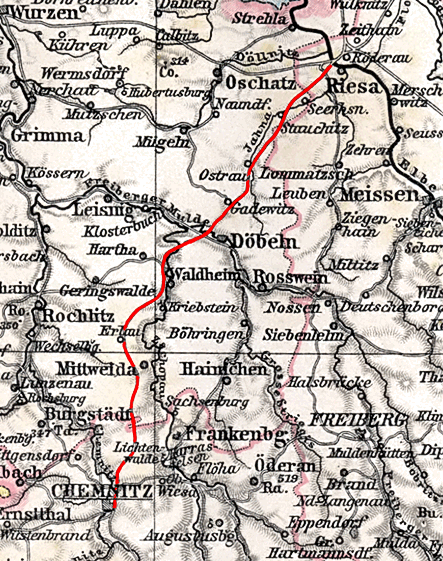
Die Strecke der Chemnitz-Riesaer Eisenbahn-Gesellschaft

Die Chemnitz-Riesaer Eisenbahn-Gesellschaft war eine private Eisenbahngesellschaft in Sachsen. Sie war Eigentümer und Betreiber der Bahnstrecke Riesa–Chemnitz.

## Geschichte

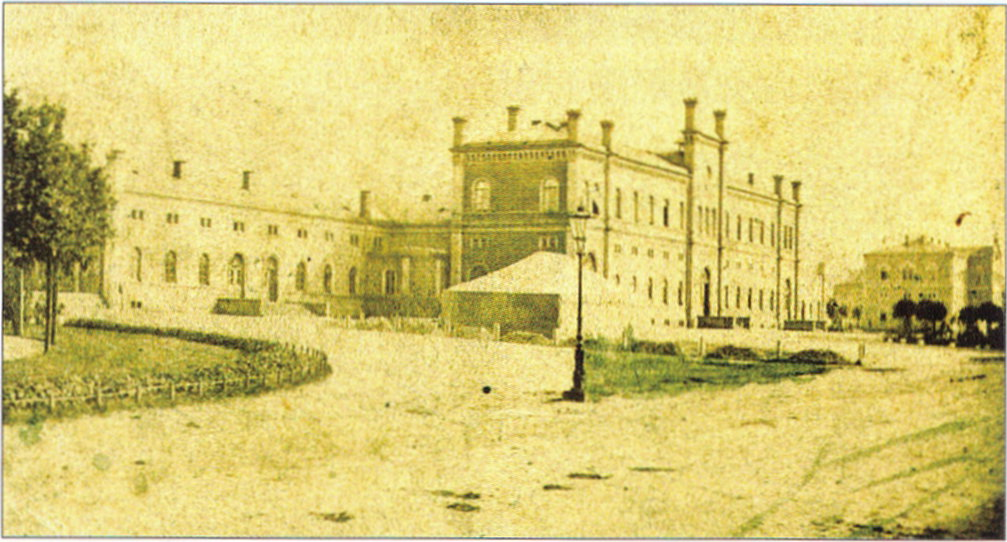
Erstes Chemnitzer Bahnhofsgebäude auf einer frühen Fotografie von 1854

Bereits 1837 wurden Pläne für eine Bahnverbindung von Riesa, einem wichtigen Güterumschlagplatz an der Elbe, nach Chemnitz und weiter nach Zwickau, das als Kohlerevier bedeutsam war, vorgelegt. Nachdem die Leipzig-Dresdner Eisenbahn eröffnet war, wurde einer Anbindung der in der Industrialisierung steckenden Stadt Chemnitz nach Leipzig und Dresden, wenn auch nur durch einen Umweg über Riesa, höchste Priorität zugesprochen. 
Von 1835 bis 1849 war der Chemnitzer Fabrikant und liberale Politiker Bernhard Eisenstuck Vorsitzender des Komitees für den Bau der Erzgebirgischen Eisenbahn Chemnitz-Riesa.
Am 9. Mai 1845 konnten die Bauarbeiten beginnen. Im selben Monat bestellte die Erzgebirgische Eisenbahn-Gesellschaft, die ihren Namen in Chemnitz-Riesaer Eisenbahn-Gesellschaft umänderte, in England sechs Lokomotiven. Auf dem nördlichen Abschnitt von Riesa nach Döbeln schritten die Bauarbeiten zügig voran; bereits am 3. August 1847 führte hier die Dampflokomotive ELBE die erste Probefahrt durch. Am 29. August erfolgte die offizielle Eröffnung. Knapp einen Monat später, am 22. September, konnte auch das kurze Stück nach Limmritz eröffnet werden. Döbeln erhielt einen Bahnhof im nördlich gelegenen Ort Großbauchlitz.
Der Abschnitt von Limmritz nach Waldheim bereitete der Gesellschaft hingegen große Probleme. Obwohl auch hier die Bauarbeiten bereits 1845 begannen, brachten die Baukosten der Viadukte, Stützmauern und Erdarbeiten im Zschopautal die Gesellschaft schnell in Finanznot (siehe Bankrottmeile). Schon 1845 gab es aufgrund fehlender Lohnzahlungen erste Streiks unter den Arbeitern, die Revolution von 1848 erschwerte den Weiterbau zusätzlich. Da ohne einen durchgängigen Betrieb nach Chemnitz kein profitabler Bahnbetrieb möglich war und eine Anleihe nicht zustande kam, musste sich die Chemnitz-Riesaer Eisenbahn-Gesellschaft 1848 dem Staat anbieten. Dieser übernahm am 31. Dezember 1850 die Gesellschaft und setzte den Bau fort, sodass schließlich am 1. September 1852 die Gesamtstrecke als Teil der Niedererzgebirgischen Staatsbahn eröffnet werden konnte.